# NGC 7264
NGC 7264 est une galaxie spirale située dans la constellation du Lézard. Sa vitesse par rapport au fond diffus cosmologique est de 5 889 ± 38 km/s, ce qui correspond à une distance de Hubble de 86,9 ± 6,1 Mpc (∼283 millions d'al). NGC 7264 a été découverte par l'astronome allemand Albert Marth en 1863.
La classe de luminosité de NGC 7264 est II et elle présente une large raie HI.
À ce jour, 14 mesures non basées sur le décalage vers le rouge (redshift) donnent une distance de 77,300 ± 9,881 Mpc (∼252 millions d'al), ce qui est l'intérieur des valeurs de la distance de Hubble.  Notons cependant que c'est avec la valeur moyenne des mesures indépendantes, lorsqu'elles existent, que la base de données NASA/IPAC calcule le diamètre d'une galaxie et qu'en conséquence le diamètre de NGC 7264 pourrait être d'environ 43,6 kpc (∼142 000 al) si on utilisait la distance de Hubble pour le calculer.